# Station Ligny
Station Ligny is een spoorwegstation langs spoorlijn 140 (Ottignies - Marcinelle) in Ligny, een deelgemeente van Sombreffe. Het is nu een stopplaats.

## Treindienst

| Serie       | Treinsoort               | Route                                                          | Bijzonderheden                                            |
| ----------- | ------------------------ | -------------------------------------------------------------- | --------------------------------------------------------- |
| S 61        | S-trein Charleroi (NMBS) | Waver – Ligny – Charleroi-Centraal – Jambes                    | Rijdt in de week 2×/u tussen Jambes - Charleroi-Centraal. |
| P 7750/8750 | Piekuurtrein (NMBS)      | [ Erquelinnes – ] / [ Ottignies – Ligny – ] Charleroi-Centraal | Rijdt alleen op werkdagen.                                |

## Reizigerstellingen
De grafiek en tabel geven het gemiddeld aantal instappende reizigers weer op een week-, zater- en zondag.
| Tabel: aantal instappende reizigers station Ligny | Tabel: aantal instappende reizigers station Ligny | Tabel: aantal instappende reizigers station Ligny | Tabel: aantal instappende reizigers station Ligny |
|                                                   | Weekdag                                           | Zaterdag                                          | Zondag                                            |
| ------------------------------------------------- | ------------------------------------------------- | ------------------------------------------------- | ------------------------------------------------- |
| 1977                                              | 196                                               | 56                                                | 33                                                |
| 1978                                              | 146                                               | 24                                                | 15                                                |
| 1979                                              | 214                                               | 69                                                | 42                                                |
| 1980                                              | 239                                               | 57                                                | 43                                                |
| 1981                                              | 159                                               | 42                                                | 25                                                |
| 1982                                              | 163                                               | 29                                                | 22                                                |
| 1983                                              | 146                                               | 29                                                | 26                                                |
| 1984                                              | 142                                               | 41                                                | 86                                                |
| 1985                                              | 117                                               | 53                                                | 52                                                |
| 1986                                              | 139                                               | 46                                                | 25                                                |
| 1987                                              | 136                                               | 39                                                | 48                                                |
| 1988                                              | 151                                               | 35                                                | 36                                                |
| 1989                                              | 154                                               | 21                                                | 40                                                |
| 1990                                              | 123                                               | 21                                                | 26                                                |
| 1991                                              | 161                                               | 43                                                | 41                                                |
| 1992                                              | 168                                               | 53                                                | 37                                                |
| 1993                                              | 122                                               | 31                                                | 28                                                |
| 1994                                              | 152                                               | 43                                                | 51                                                |
| 1995                                              | 127                                               | 30                                                | 33                                                |
| 1996                                              | 154                                               | 35                                                | 29                                                |
| 1997                                              | 145                                               | 46                                                | 30                                                |
| 1998                                              | 144                                               | 30                                                | 29                                                |
| 1999                                              | 141                                               | 32                                                | 28                                                |
| 2000                                              | 174                                               | 28                                                | 28                                                |
| 2001                                              | 171                                               | 28                                                | 26                                                |
| 2002                                              | 145                                               | 24                                                | 34                                                |
| 2003                                              | 176                                               | 28                                                | 28                                                |
| 2004                                              | 175                                               | 38                                                | 30                                                |
| 2005                                              | 234                                               | 28                                                | 31                                                |
| 2006                                              | 185                                               | 30                                                | 27                                                |
| 2007                                              | 165                                               | 34                                                | 32                                                |
| 2008                                              | -                                                 | -                                                 | -                                                 |
| 2009                                              | 153                                               | 36                                                | 31                                                |
| 2010                                              | -                                                 | -                                                 | -                                                 |
| 2011                                              | -                                                 | -                                                 | -                                                 |
| 2012                                              | 179                                               | 32                                                | 28                                                |
| 2013                                              | 176                                               | 34                                                | 60                                                |
| 2014                                              | 155                                               | 26                                                | 20                                                |
| 2015                                              | 173                                               | 27                                                | 33                                                |
| 2016                                              | 165                                               | 20                                                | 48                                                |
| 2017                                              | 196                                               | 24                                                | 40                                                |
| 2018                                              | 166                                               | 33                                                | 28                                                |
| 2019                                              | 159                                               | 32                                                | 24                                                |
| 2020                                              | 98                                                | 27                                                | 18                                                |
| 2021                                              | -                                                 | -                                                 | -                                                 |
| 2022                                              | 130                                               | 53                                                | 41                                                |
| 2023                                              | 209                                               | 76                                                | 81                                                |
| 2024                                              | 194                                               | 35                                                | 71                                                |

0,0: Ottignies ·
2,1: Céroux-Mousty ·
3,0: Court-Saint-Étienne ·
7,3: Faux ·
8,5: La Roche ·
12,0: Villers-la-Ville ·
13,4: Strichon ·
15,6: Tilly ·
17,5: Marbisoux ·
19,0: Marbais ·
21,1: Ligny ·
24,0: Fleurus ·
26,2: Wangenies ·
28,9: Ransart ·
31,0: Bois-Noël ·
32,1: Lodelinsart ·
33,4: La Planche ·
34,8: Dampremy ·
35: Dampremy-Charbonnage ·
36,0: Marcinelle